# Encarnita Polo
Encarnación Polo Oliva (Sevilla, Andalucía; 22 de enero de 1939), conocida artísticamente como Encarnita Polo o Encarna Polo, es una cantante y actriz española.

## Biografía y trayectoria artística
Hija de un maestro confitero, que falleció cuando ella tenía doce años. Su madre quedó al cuidado de sus ocho hijos. Aficionada a la música desde la niñez, con tan solo diez años consigue ganar un concurso radiofónico. Dos años más tarde se instala en Barcelona, y emprende su actividad profesional, cantando en fiestas y galas.
Entrada la década de los sesenta se consolida su popularidad. Tras actuar en Televisión Española en 1963, se traslada a Italia, trabajando al lado de figuras de la canción italiana como Claudio Villa o Gigliola Cinquetti. Durante su estancia ahí debuta en el cine junto a Domenico Modugno en la comedia musical Scaramouche.
Tras realizar una gira por Hispanoamérica en 1967, regresa a España, donde, el 22 de agosto de 1969, contrae matrimonio con el compositor argentino Adolfo Waitzman; pero terminaron separándose nueve años más tarde, y fruto de la misma nació su hija Raquel, en 1970. 
Un año más tarde participa en el concurso Pasaporte a Dublín. En las décadas siguientes continuó en activo, si bien su popularidad fue declinando poco a poco. Entre los temas más conocidos de la cantante destacan las canciones de pop flamenco «Pepa Bandera» y «Paco, Paco, Paco».
En 2009 la canción «Paco, Paco, Paco» ha vuelto de nuevo al primer plano, gracias a un usuario del sitio web YouTube que la utilizó como banda sonora del famoso vídeo musical de Beyoncé titulado «Single Ladies (Put a Ring on It)», llegando a las casi tres millones de reproducciones en ese sitio web. La popularidad del vídeo resultante se debe a la gran cantidad de momentos en los que la imagen y el audio están sincronizados por casualidad. Además el tema ha sido relanzado y se ubicó en el puesto número 4 del Top Musical en España en abril de 2009.  
Polo fue una de las damnificadas con la estafa de las participaciones preferentes en España, en su caso, de Bankia.
En 2013 Llum Barrera hizo una imitación de Polo en el programa de televisión Antena 3 Tu cara me suena, ganando dicha gala con la canción «Paco, Paco, Paco» y haciendo que la cantante fuese la persona más buscada en Google en España durante varias semanas.

## Discografía

### Sencillos y EP
|  |  |  | - La balada del amanecer, 1963 (Regal) 1. La balada del amanecer 2. Nada soy sin ti 3. Marinero 4. Sobre la playa - Un sueño roto, 1963 (Regal) 1. Un sueño roto 2. Fuera pena 3. Nuestra fiesta 4. Yo, que te quiero - Con (Avec), 1965 (Vergara) 1. Con (Avec) 2. Andaluza 3. De frente al amor 4. Borra mi nombre (Risqui) - Ye-yé de miedo, 1965 (Vergara) 1. Ye-yé de miedo 2. Me besaste tú (De la película 07 con el 2 delante) - 1000 horas, 1965 (Vergara) 1. 1000 horas 2. El viento fue (Dis-moi le Vent) 3. Él 4. Larga calle | - Balada de Bonnie and Clyde, 1968 (Marfer) 1. Balada de Bonnie and Clyde 2. Al estar enamorada como yo 3. Si tú eres libre, yo también 4. Nada sabes de la vida - Paco, Paco, Paco, 1969 (RCA) 1. Paco, Paco, Paco - Nube gris, 1969 (RCA) 1. Nube gris - Pepa Bandera, 1969 (RCA) 1. Pepa Bandera 2. Las tres cosas - Olé, 1970 (RCA) (2 verze) 1. Olé 2. Esta noche - Que con el tran, 1970 (RCA) 1. Que con el tran 2. Hava Naguila - Churumbeles, 1971 (RCA) 1. Churumbeles 2. El día que me quieras - Dale que dale, 1972 (RCA) 1. Dale que dale 2. Ay! Sandunga | - Joanna, 1973 (RCA) 1. Joanna 2. Canción de otoño - Este señor de negro, 1975 (Discophon) 1. Vokální verze 2. Původní instrumentální verze (Téma ze seriálu TVE Antonio Mingote) - Campana sobre campana, 1986 (Hi-Fi Electrónica) 1. Campana sobre campana - Ya no lloro más, 1996 (Kelly Media) 1. Ya no lloro más (Encarnita Polo y Loco Mía) - Ay, que me vuelvo loca, 1997 (Kelly Media) 1. Ay, que me vuelvo loca 2. Necesito |

### Álbumes
- Encarnita Polo y Olé, 1971 (RCA)
- Desperté, 1976 (Philips)
- Verano
- Encarnita Polo, 1988 (Record-83)
- Loca, 1998 (Kelly Media)

#### Compilaciones
- Encarná, 1992 (RTVE)
- Encarnita Polo - Todas sus grabaciones, 2000 (Rama Lama Music) (todas grabaciones en 2 CD)